# 奧斯特里夫 (伊凡諾-法蘭科夫斯克州)
49°9′31″N 24°37′36″E / 49.15861°N 24.62667°E
奧斯特里夫（羅馬化：Ostriv）是烏克蘭西部的村莊，隸屬伊萬諾-弗蘭科夫斯克州的伊萬諾-弗蘭科夫斯克區。該村面積6.56平方公里，2001年人口183，人口密度每平方公里27.9人。